# Социјалдемократска партија Финске
Социјалдемократска партија Финске (фин. Suomen Sosialidemokraattinen Puolue) је један од четири најјаче политичке партије у Финској, заједно са Партијом националне коалиције, Истинским Финцима и Партијом центра. Тренутни председник партије је Сана Марин.
Чланица је Социјалистичке интернационале и Партије европског социјализма.
Основана је под именом Финска радничка партија 1899, а данашње име носи од 1903. године. Чланови партије су под утицајем Октобарске револуције 1918. покренули побуну с циљем преузимања власти, која је прерасла у грађански рат. Црвени су прогласили совјетску републику, али су поражени након неколико месеци ратовања против Беле гарде. Бели су већину главних вођа партије убили или затворили, а део њих успео је да се склони у совјетску Русију. Добар део њих је тамо основао Комунистичку партију Финске. Упркос овој епизоди, партија је остала јака, те је на изборима 1919. освојила чак 80 од 200 заступничких места.
Када је од 1944. дозвољено легално деловање Комунистичкој партији Финске код куће, период 1944-1949. био је обележен надметањима између социјалдемократа и комуниста око контроле над радничким синдикатима и за стицање поверења гласача. СДП Финске је од 1960-их често улазила у коалицију с Партијом центра, понекад и с Партијом народне коалиције, те је задржала антикомунистичку политику.
Најбољи послератни резултат СДП Финске је постигла на парламентарним изборима 1995. године. Партија је тих година прихватила проевропску политику и увела Финску у чланство Европске уније.
На последњим парламентарним изборима 2011. године, партија је освојила 42 од 200 посланичких места у финском парламенту.
Из редова СДП Финске досад је произашло три председника државе: Мауно Коивисто (1982. и 1988), Марти Ахтисари (1994) и Тарја Халонен (2000. и 2006).

## Списак председника партије[2]
| председник           | мандат     |
| -------------------- | ---------- |
| Нилс Роберт аф Урсин | 1899–1900  |
| Ј. А. Салминен       | 1900       |
| К. Ф. Хелстен        | 1900–1903  |
| Тави Таинио          | 1903–1905  |
| Емил Пертила         | 1905–1906  |
| Едвард Валпас        | 1906–1909  |
| Мати Пасивуори       | 1909–1911  |
| Ото Кусинен          | 1911–1913  |
| Мати Пасивуори       | 1913–1917  |
| Кулерво Манер        | 1917–1918  |
| Ваино Танер          | 1918–1926  |
| Мати Пасивуори       | 1926–1930  |
| Карло Харвала        | 1930–1942  |
| Ваино Саловара       | 1942–1944  |
| Они Хилтунен         | 1944–1946  |
| Емил Ског            | 1946–1957  |
| Ваино Танер          | 1957–1963  |
| Рафаел Пасио         | 1963–1975  |
| Калеви Сорса         | 1975–1987  |
| Перти Пасио          | 1987–1991  |
| Улф Сундкист         | 1991–1993  |
| Паво Липонен         | 1993–2005  |
| Еро Хеиналуома       | 2005–2008  |
| Јута Урпилаинен      | 2008–2014  |
| Анти Рине            | 2014-данас |